# Gonçalo de Amarante
Gonçalo de Amarante O.P. (Vizela, c. 1187 – Amarante, 10 de janeiro de 1262)
foi um sacerdote dominicano português. Gozando de grande devoção popular que se irradiou a partir do norte do país, é tradicionalmente invocado e conhecido como São Gonçalo de Amarante.

## Vida

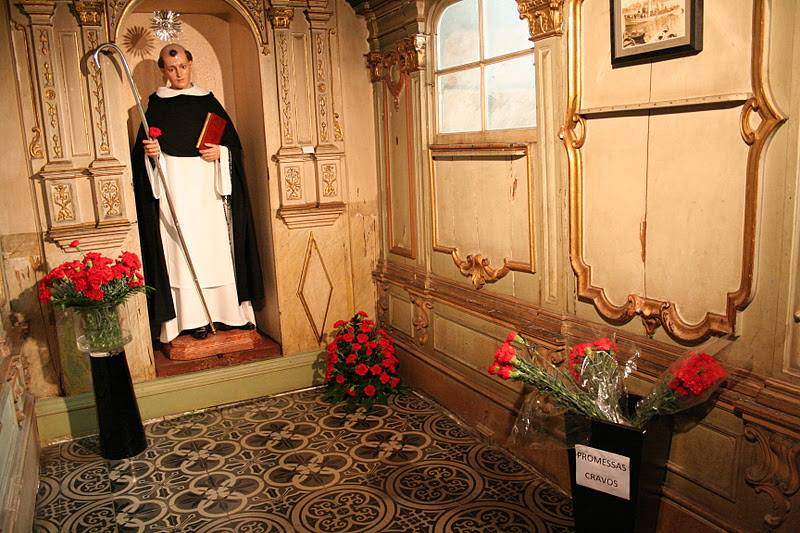
Imagem de São Gonçalo venerada no seu convento em Amarante

Nasceu na família dos Pereira, de linhagem nobre, e terá efetuado os primeiros estudos com um sacerdote, como era praxe à época. O arcebispo da Arquidiocese de Braga admitiu-o como seu familiar, e, sob os auspícios deste prelado, Gonçalo cursou as disciplinas eclesiásticas na escola-catedral da Sé arquiepiscopal, vindo a ser ordenado sacerdote e nomeado pároco da freguesia de São Paio de Vizela.
Desejoso de visitar os túmulos dos apóstolos São Pedro e São Paulo e os Lugares Santos da Palestina, obteve licença, deixou os seus paroquianos ao cuidado de um sobrinho sacerdote, e partiu em peregrinação primeiro a Roma donde passou a Jerusalém, onde se demorou 14 anos.
De regresso a Portugal, afirma-se que o seu sobrinho, além de não o aceitar e não o reconhecer como verdadeiro e legítimo pároco, escorraçou-o e conseguiu, mediante documentos falsos, provar ao então Arcebispo, D. Silvestre Godinho, que Gonçalo falecera, obtendo a nomeação como pároco da freguesia.
Gonçalo, resignado com semelhante atitude, deixou São Paio de Vizela e partiu, pregando o Evangelho até às margens do rio Tâmega. No local onde hoje se ergue a Igreja e Convento de São Gonçalo, em Amarante, de acordo com a tradição ergueu uma pequena ermida sob a invocação de Nossa Senhora da Assunção, ali se recolhendo como eremita, consagrando o tempo à oração e à penitência, e saindo esporadicamente a pregar nos arredores.
Sentindo necessidade de encontrar um caminho mais seguro de modo a alcançar a glória eterna, Gonçalo jejuou uma Quaresma a pão e água e suplicou fervorosamente a Nossa Senhora que lhe alcançasse do Senhor essa graça. Afirma-se que a Virgem Maria apareceu-lhe e disse-lhe que procurasse a Ordem em que iniciavam o seu Ofício com a Saudação angélica ou Ave-Maria — a Ordem dos Pregadores ou Dominicanos.

Gonçalo dirigiu-se então ao Convento de Guimarães da Ordem dos Pregadores, recentemente fundado por Pedro González Telmo, apóstolo da região de Entre-Douro e Minho, o qual lhe deu o hábito e, uma vez feito o noviciado, admitiu-o à profissão religiosa. Após algum tempo deu-lhe licença para, com outro religioso, voltar ao seu eremitério de Amarante, continuando a sua vida evangélica e caritativa.

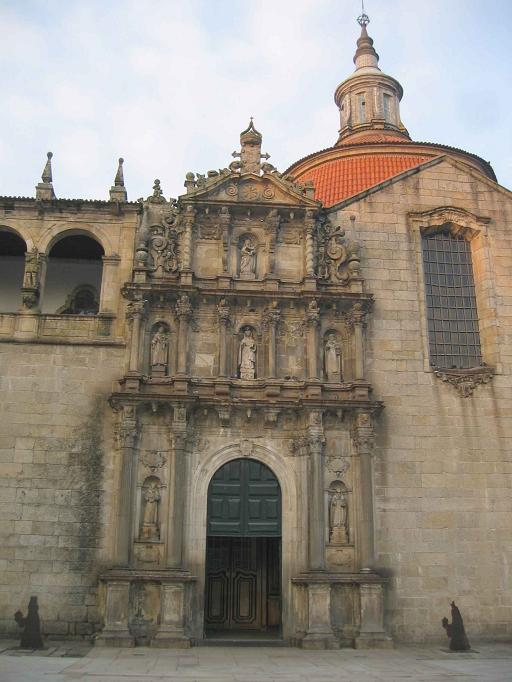
Igreja e Convento de São Gonçalo, Amarante (Portugal)

Durante o seu ministério Gonçalo operou muitas conversões, conduzindo o povo à prática de uma autêntica vida cristã, sem esquecer de os promover socialmente em muitos aspectos. Nesse particular sobressai a construção de uma ponte em granito sobre o Tâmega, angariando pessoalmente donativos em terras circunvizinhas e levando os moradores mais abastados a darem vultosas ajudas para as obras. O povo atribui-lhe muitos milagres ligados a esta construção.
Concluída a ponte, Gonçalo viveu ainda alguns anos dedicado à pregação e à vida de oração. Reza a tradição que Nossa Senhora lhe revelou o dia da sua morte para a qual se preparou com a recepção dos Sacramentos da Igreja. O seu corpo, após a celebração das exéquias por sua alma, foi sepultado na ermida, continuando a efectuar-se muitos milagres, atribuídos à sua intercessão.
Mais tarde a primitiva ermida foi substituída por uma igreja. Sobre esta, em 1540, João III de Portugal determinou erguer o grandioso templo e convento que ainda hoje existe e que é monumento histórico da cidade de Amarante.
Muito venerado em Umari (Ceará) onde há 400 anos zela pela cidade.

## Lendas e tradições
Ainda em vida parece ter ganho fama de casamenteiro, e sobretudo, de santo, dizendo-se dele ter operado vários milagres; de resto, poucos anos após a sua morte há referências à igreja de Amarante sob a invocação de São Gonçalo, prova de que o seu culto cedo se propagou.

## Veneração
Foram abertos 3 processos canónicos pleiteando a Beatificação de Gonçalo de Amarante.
O Papa Júlio III concedeu que se lhe tributasse culto público em 24 de abril de 1551.
O último foi aberto pelo então bispo da Diocese do Porto, D. Rodrigo Pinheiro, por comissão do Papa Pio IV (1561). A instâncias de Sebastião I de Portugal, do Arcebispo da Diocese de Braga, da Ordem dos Pregadores, do Cardeal D. Henrique e da população de Amarante, a sentença de Beatificação foi promulgada a 16 de setembro de 1561 pelo representante da Sé Apostólica.
Mais tarde o Papa Clemente X, em 10 de julho de 1671, estendeu seu culto a toda a Ordem dos Pregadores e a todo o reino de Portugal, um dos mais populares do país, com Missa e Ofício litúrgicos próprios.
Apesar da aclamação popular, a Igreja Católica não concluiu nenhum processo tendo em vista a canonização.

## Homenagens
A sua data no calendário litúrgico é 10 de janeiro. As Festas de São Gonçalo em Amarante (Portugal) são celebradas em 2 períodos: a 10 de janeiro uma celebração religiosa e no primeiro fim-de-semana do mês de junho com a designação Festas de Junho.
O seu culto espalhou-se pelos domínios ultramarinos de Portugal, chegando ao Estado Português da Índia e ao Estado do Brasil como o confirma um longo sermão do Padre António Vieira sobre São Gonçalo.

### Portugal

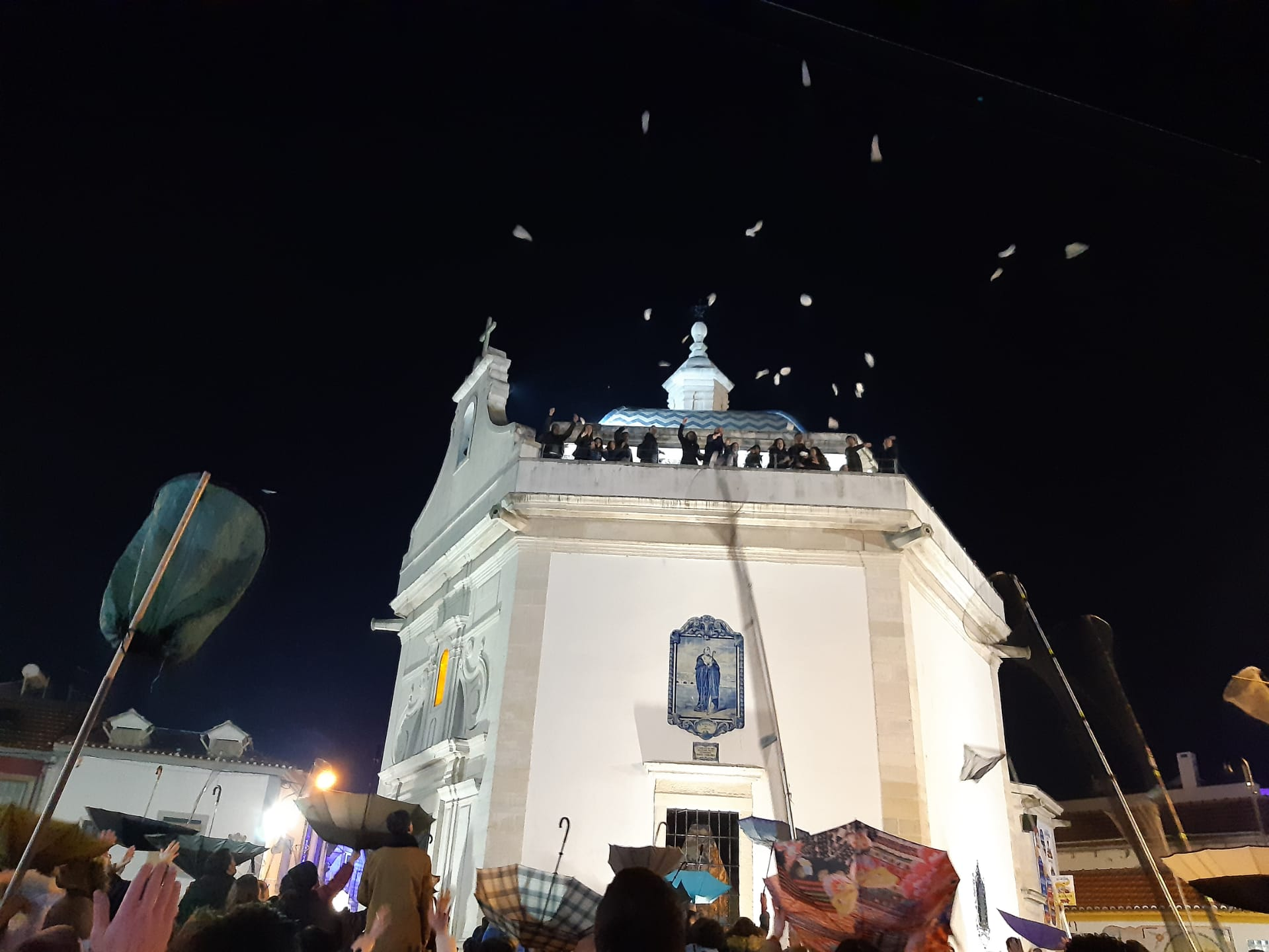
Festas de São Gonçalinho, em Aveiro.

É o patrono da cidade de Amarante, onde viveu e faleceu.
Em Arriconha, sua terra natal, ergue-se uma ermida sob a sua invocação.
No bairro da Beira Mar, na freguesia da Vera Cruz, em Aveiro, a Capela de São Gonçalo é chamada carinhosamente Capela de São Gonçalinho. São também aqui celebradas anualmente as Festas de São Gonçalinho, nas quais os devotos atiram cavacas do topo da capela, como forma de pagar promessas.

### Brasil
No Brasil é patrono das cidades homónimas de São Gonçalo do Amarante no estados do Rio Grande do Norte e do Ceará, São Gonçalo (Rio de Janeiro), Itapissuma (Pernambuco), Cajari, Matinha e Viana, (Maranhão) e Cuiabá (Mato Grosso). Em Minas Gerais, é padroeiro das cidades de Contagem, Ibituruna, São Gonçalo do Sapucaí, São Gonçalo do Rio Abaixo, São Gonçalo do Rio Preto e São Gonçalo do Pará.
Amarante (Piauí) também festeja a devoção a Gonçalo de Amarante com uma dança folclórica, o Baile de São Gonçalo. Em Ibituruna acontece, no último fim de semana de janeiro, uma festa em honra ao beato, com a tradicional Congada e Folia de São Gonçalo.
Batalha (Piauí) também festeja São Gonçalo desde século XVIII entre 22 de dezembro a 1º de janeiro. 
Do dia 1º ao dia 10 em Milton Brandão (PI), a comunidade São Gonçalo também festeja o seu Padroeiro São Gonçalo. Em Pedro II (PI) o Bairro São Gonçalo — Paróquia de São José Operário — de 1º a 10 de janeiro, onde ele é festejado.
Em Caém, cidade do interior da Bahia, tem São Gonçalo como Padroeiro da cidade e sempre de 1º a 10 de Janeiro há comemorações em seu nome, no dia 09 há a Roda de São Gonçalo onde os fiéis dançam ao ritmo de músicas de louvor ao seu nome.
Em Cananéia, no litoral de São Paulo, São Gonçalo é homenageado como Protetor dos fandangueiros (pessoas que cantam fandango).
No dia 10 de janeiro, em São Gonçalo, região metropolitana do Rio de Janeiro, Brasil. Comemora-se o dia do padroeiro da cidade. A cidade festeja com eventos e missa em sua igreja matriz, batizada com o mesmo nome do santo.